# 鹿儿岛蛸
鹿儿岛蛸，分布于日本和台湾海域的一种章鱼，在生活史与生物学中属近海中型底栖种，在渔业生产中属非常见种。

## 种加名
鹿儿岛蛸的种加词“kagoshimensis”源自日本九州岛南端地名鹿儿岛（Kagoshima）。

## 分类特征
鹿儿岛蛸胴体呈卵圆形，肌肉发达，大量不规则大突起分别于外套背部、头冠部和腕足的反口面。没有眼点，双眼前后各有两个突起。各条腕足的长度相近，最长约为胴体长度的2倍。腕足上后两列吸盘，腕间膜浅，最深也就达到最长足的27%。
雄性鹿儿岛蛸的右侧第三腕足茎化，茎化腕比左侧第三腕足要短。

## 体型大小
鹿儿岛蛸最大胴体长度为80毫米，体重在320克以上。

## 扩展阅读
- 維基物種上的相關：鹿儿岛两鳍蛸